# 中視經典台
中視經典台，是中國電視公司（中視）的無線數位電視頻道之一，原名為中視生活台、中視綜藝台，於2016年2月15日改為現名。

## 歷史
2004年7月1日，隨著台灣無線數位電視節目開播，「中視生活台」開播，英文名稱為「CTV Life」（在中視商標右下方加註斜體Times New Roman字型的橘色「Life」字樣，兩者底部同高），正式加入台灣無線數位電視頻道群。2005年末，中視生活台的英文名稱改為「CTV MyLife」。中視生活台標榜：
- 節目取材方：綜合、娛樂、生活。
- 節目基本原則：光明、積極、向上、健康、實用、有趣。
- 節目內容類別：食衣、住行、育樂、婦女、家庭、健康、休閒、旅遊、體育、工藝、美術、音樂。

2007年4月22日起，中視生活台改名為「中視綜藝台」，該頻道標誌中的「MyLife」字樣同時改為「綜藝」字樣。2007年5月28日前，該頻道每天06:30開播，00:00收播；除夕夜順延收播時間至除夕特別節目播畢為止。
2007年5月29日起，中視綜藝台改採24小時播出。
2008年起，中視綜藝台的部分無內嵌字幕節目加註字幕，例如《紅白勝利》。
2009年10月7日下午，中視各頻道標誌統一改版為中視3D浮雕風格商標在左、頻道名稱在右的左起橫排格式，頻道名稱之字體為白底黑邊的粗黑體。中視綜藝台標誌的中文部份，從「綜藝」二字改成「中視綜藝台」。
2010年7月5日，中視綜藝台全新改版，規劃為五大區塊——「超級綜藝線」、「都會綜藝線」、「愛情劇場」、「偶像劇場」及「旅遊知性線」，與中視數位台完全區隔。
2015年8月6日，中視綜藝台畫面比例全面改以16:9的規格播出。8月17日，於中華電信MOD發送HD訊號。
2015年12月21日，國家通訊傳播委員會委員會議通過中視綜藝台頻道變更案。2016年2月15日早上5點，中視綜藝台改名為「中視經典台」。
2020年8月3日，本頻道與中視菁采台的無線數位電視訊號由SD畫質提升為HD高畫質。

## 歷年頻道名稱
| 開播日期                     | 頻道名稱   |
| ---------------------------- | ---------- |
| 2004年6月1日至2007年4月21日  | 中視生活台 |
| 2007年4月22日至2016年2月14日 | 中視綜藝台 |
| 2016年2月15日至今            | 中視經典台 |

## 歷代頻道標誌變遷

### 中視生活台時期
中視生活台標誌變遷圖，由上至下依序為第一代至第二代。

### 中視綜藝台時期
中視綜藝台標誌變遷圖，由上至下依序為第一代至第二代。

## 外部連結
- 中視經典台節目表 （页面存档备份，存于）